# Jules Chifflet
Pour les articles homonymes, voir Chifflet.
Jules Chifflet, est un des fils de Jean-Jacques Chifflet. Né à Besançon le 15 avril 1615, jurisconsulte et historien comtois, 19e chancelier de l'ordre de la Toison d'or en 1648, abbé de Balerne à la suite de son oncle Philippe Chifflet en 1657, conseiller clerc au Parlement de Franche-Comté en 1658, actif défenseur de Dole lors de son siège de 1668, décédé en cette même ville le 8 juillet 1676.

## Œuvres
- Liberi Burgundiæ comitatus nova Descriptio, 1659
- Breviarium ordinis velleris aurei, Anvers, 1652